# Чхатак (упазіла)
Чхата́к (бенг. ছাতক, англ. Chhatak) — одна з 10 упазіл зіли Сунамгандж регіону Сілхет Бангладеш, розташована на сході зіли.
Населення — 334 546 осіб (2008; 273 153 в 1991).

## Адміністративний поділ
До складу упазіли входять 13 вардів:
| Зіла                        | Площа, км² | Населення, осіб (2008) |
| --------------------------- | ---------- | ---------------------- |
| Бхатгаон                    | -          | 25570                  |
| Дакшін-Іслампур             | -          | 25291                  |
| Дакшін-Кхурма               | -          | 18613                  |
| Деокапан (Чармохалла-Уніон) | -          | 19204                  |
| Джавар-Базар                | -          | 27478                  |
| Дулар-Базар                 | -          | 32150                  |
| Каларука                    | -          | 29003                  |
| Ноарай                      | -          | 29603                  |
| Сайдергаон                  | -          | 23345                  |
| Сайла-Афзалабад             | -          | 25256                  |
| Сінг-Чапаїр                 | -          | 20024                  |
| Уттар-Кхурма                | -          | 15073                  |
| Чхатак                      | -          | 43936                  |
| * Чхатак-Паурашава          | -          | 34172                  |